# Корональный дождь
Корональный дождь (англ. Coronal rain) — происходящее в солнечной атмосфере явление, традиционно полагаемое одним из видов солнечного протуберанца, хотя по последним научным данным корональный дождь не следует считать протуберанцем. Явление происходит в короне Солнца, когда горячая плазма в короне охлаждается и конденсируется в сильном магнитном поле, после чего медленно стекает с больших высот на поверхность (фотосферу) Солнца вдоль слегка изогнутых траекторий Стекание вещества происходит в нижних частях дуг петли магнитного поля, сильно вытянутых к короне. 
Скорость падающего вещества находится в диапазоне 50—100 км/с, а температура составляет около 50000 K. Вещество падает с меньшим ускорением, чем должно быть исходя из силы притяжения Солнцем, что может быть связано с сопротивлением от давления газа или магнитных сил
Явление коронального дождя было обнаружено в начале семидесятых годов XX века (см. работы Кавагути, 1970 и Лерой, 1972). Изначально считалось, что это необычное, редкое явление, но недавние наблюдения на SST, телескопе на спутнике Hinode и SDO показали, что оно распространено в активных областях солнечной короны. Последние наблюдения показывают, что корональный дождь обладает динамической, волокнистой (из-за движения вдоль линий магнитного поля) структурой, детали которой существуют 1-10 минут и обладают небольшим размером (200 км или меньше)..
Учитывая тот факт, что линии магнитного поля Солнца невидимы, наблюдения коронального дождя позволяют косвенно исследовать процесс формирования и пространственного распределения этого поля.